# Liste der Naturwaldreservate in Hamburg
Die Liste der Naturwaldreservate in Hamburg enthält 4 (Stand März 2017) Naturwaldreservate in Hamburg. Die Liste enthält die amtlichen Bezeichnungen für Namen, Kennung, Naturraum, Größe und das Jahr der Ausweisung. Die geographischen Lage ist gemittelt und die Angabe des Landkreises / Stadt bezieht sich auf diese Angabe. Die Gebiete können sich jedoch auch über mehrere Landkreise erstrecken.
Seit mehreren Jahrzehnten werden Naturwaldreservate ausgewiesen, um eine Palette an Totalreservaten zu erhalten. Naturwaldreservate sind Wälder, die sich in einem weitgehend naturnahen Zustand befinden. Die natürliche Waldentwicklung läuft hier ungestört ab. Im Lauf der Zeit entstehen dort Urwälder mit starken Bäumen und viel Totholz. In Hamburg gibt es derzeit 4 solche Naturwaldreservate mit 37 ha Fläche.

## Liste
| Name des Gebietes  | Bild           | Kennung | Naturraum | Landkreis / Stadt | Beschreibung / Bemerkungen | Standort | Fläche in Hektar | Jahr der Verordnung |
| ------------------ | -------------- | ------- | --------- | ----------------- | -------------------------- | -------- | ---------------- | ------------------- |
| Duvenstedter Brook | weitere Bilder | 02-003  |           |                   |                            | Position | 11,0             | 1984                |
| Eißendorf          | weitere Bilder | 02-001  |           |                   |                            | Position | 16,0             | 1984                |
| Hausbruch          |                | 02-002  |           |                   |                            | Position | 4,0              | 1991                |
| Wohldorf-Ohlstedt  |                | 02-004  |           |                   |                            | Position | 6,0              | 1984                |